# کشت درهم
کشت درهم ردیفی (به انگلیسی: Intercropping) یا کشت درهم  (به انگلیسی: Mixed cropping)، کشت دو یا بیش از دو محصول زراعی در مجاورت یکدیگر است. رایج‌ترین هدف از کشت مخلوط بازدهی بیشتر دو محصول در مجاورت یکدیگر است که در کشت به‌صورت جداگانه نتوان آن به آن بازدهی محصول دست‌یافت. مانند کشت برخی گیاهان، همراه گیاهان خانواده بقولات به منظور استفاده نیتروژن تثبیت‌شده توسط گیاهان این خانواده.

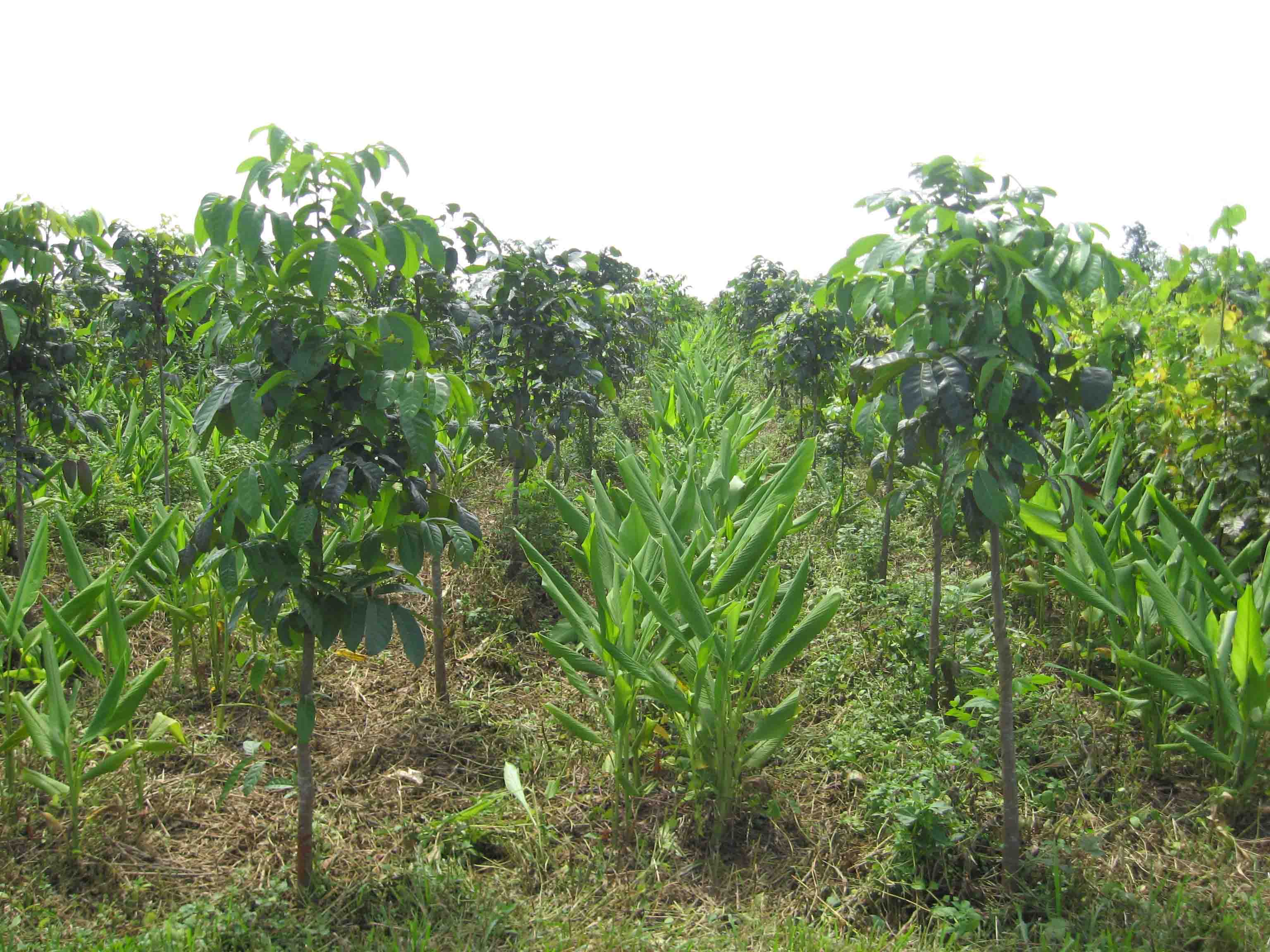
نمونه‌ای از کشت درهم